# Atomosia pilipes
Atomosia pilipes là một loài ruồi trong họ Asilidae. Atomosia pilipes được Thomson miêu tả năm 1869.